# Alexandre Sirdani
Alexandre Sirdani (en albanais Aleksandër Sirdani, né Leka), né à Boga en 1892 et mort à Koplik en 1948, est un prêtre jésuite, folkloriste, ethnographe et publiciste albanais, reconnu comme bienheureux martyr par l'Église catholique parmi les 38 martyrs d'Albanie.

## Biographie
Né Leka, il est le fils de Daka et Tringa Sirdani, et a un frère aîné nommé Gjeto qui deviendra lui aussi religieux sous le nom de Martin.
Dès son plus jeune âge, il subit la perte de sa mère. Son père reste veuf et, ne voulant pas se remarier, se consacre à l'éducation de ses fils. Ils déménagent à Gusinje où ils ont des amis et des parents. La grande pauvreté pousse Daka à implorer l'aide de l'imam de Gusinje. En apprenant que les garçons appartiennent à une famille catholique, il descend avec eux à Scutari et frappe à la porte des institutions catholiques. Là Leka, 7 ans, est admis au collège jésuite. Il poursuit ensuite ses études en Autriche, à Innsbruck. De retour en Albanie, il est ordonné prêtre et dirige sa première messe le 24 avril 1916. Il est successivement curé à Malësí e Madhe, Reç, Shkrel, Boge.
Il se dédie à la collecte du patrimoine spirituel national albanais : légendes, mythes, contes, proverbes, traditions et anciennes superstitions rencontrées dans les hauts plateaux. Avec son frère et ses amis, dont Donat Kurti et Dom Nikolë Gazulli, il collecte un important corpus ethnographique du peuple albanais.
En 1945, le père Sirdani est curé de Boge, lorsque la persécution communiste commence. Le 26 juillet 1948, à la messe dominicale, il fait de façon très voilée référence à la situation politique en citant aux fidèles des paroles d'un poème épique albanais : « Frères et sœurs, un nuage noir nous a recouverts, mais n'ayez pas peur, car il passera et un nuage blanc reviendra et nous ressortirons à nouveau dans la lumière comme les pierres de la rivière après la pluie quand le soleil brille ». Le 27 juillet 1948, sous prétexte de ces paroles, il est arrêté, traîné à cheval de Boge à Koplik, jusqu'à ce qu'il arrive à la tristement célèbre prison de Koplik sans chaussures et recouvert d'un sac. C'est là qu'on lui fait subir, ainsi qu'à d'autres prêtres, les tortures les plus inhumaines, auxquelles il succombe deux jours plus tard.

## Œuvres
Parmi les travaux qu'il a publiés on compte notamment : 
- "Petits Albanais" (chants pour petits enfants, traduits de l'allemand, Shkoder, 1930)
- "Danses folkloriques" (Shkoder, 1933)
- "Paroles d'or" (Shkoder 1928)
- "La légende de la feuille de ronron"
- "Le jeune moine"
- "Le Décalogue" (les Dix Commandements en poésie pour en faciliter l'apprentissage)
- "Le Martyr de l'Eucharistie" (Saint Tarcisius)
- "Belle Nora" (Shkoder, 1942)
- "La Petite Reine" (Shkoder 1934)
- "Avant le front des grâces" (chansons traduites, Shkodër 1934)
- "Folklore" (résumé des observations sur les coutumes et la langue vernaculaire publiées dans la revue "Leka" au cours des 11 premières années, Tirana, 1940).